# Nøtterøy
Nøtterøy er en tidligere kommune og en ø i Vestfold fylke i Norge. Den havde et areal på 59 km², og en
befolkning på 20.082 indbyggere (2006). Kommunen bestod hovedsagelig af øerne Nøtterøy, Veierland og Føynland, i plus ca. 175 andre større og mindre øer. Hovedparten af befolkningen er bosat i Teie og resten af den nordlige del af øen. Kommunen grænsede til Tønsberg kommune i nord, Oslofjorden i øst, Tjøme kommune i syd og Stokke kommune og Tønsbergfjorden i vest.
I forbindelse med kommunereformen blev Nøtterøy i 2018 lagt sammen med Tjøme kommune til den nye Færder kommune.

## Naturforhold m.m.
Nøtterøy er sammen med Tjøme kommune kendt for sin smukke skærgård. Nøtterøys højeste punkt er Vetan med sine 99 moh. Det næsthøjeste punkt er Vardås, ved Oserød.

## Byer og skoler m.m.
Borgheim er administrationscentrum, hvor kommune- og kirkeadministration befinder sig. Borgheim har desuden en en brandstation, Nøtterøy videregående skole og den ene af kommunens to ungdomsskoler, Borgheim ungdomsskole. I den nordlige større by Teie ligger den anden ungdomsskole, Teigar ungdomsskole.
Norges tidligere statsminister Trygve Bratteli (1910–1984) er født på Nøtterøy.

### Byer på Nøtterøy
- Teie
- Borgheim
- Vestskogen
- Føynland
- Hjemseng
- Nesbrygga
- Hårkollen
- Årøysund
- Torød
- Kjøpmannskjær
- Tenvik

## Kirken
Der er tre sogne på Nøtterøy : Torød, Teie og Nøtterøy. Der er fire kirker i kommunen. Torød kirke, Nøtterøy kirke (ved Borgheim), Veierland kirke og Teie kirke.

## Navnevariationer gennem tiden
- 1317 – Niotarøy
- 1330 – Niotare
- 1355 – Niotarøynni
- 1400 – Nioterøy
- 1424 – Nøyterøy
- 1432 – Nyterøy
- 1478 – Nøterøy
- 1552 – Notterøn
- 1565 – Nøtterøyen
- 1600/1700 – Nøtterøe og Nøtterø
- 1838 – Nøterø
- 1866 – Nøtterø

### Historie
- Historiske skrifter om Nøtterøy og Vestfold
- Nøtterø – en bygdebok
- Nøtterøy historielag Arkiveret 6. september 2005 hos  Wayback Machine

59°10′59″N 10°26′45″Ø / 59.18306°N 10.44583°Ø